# Konstanty Ostrogski (zm. 1588)
Konstanty Ostrogski herbu własnego (zm. w 1588 roku) – krajczy litewski w 1580 roku, starosta włodzimierski w latach 1580-1588.
Syn wojewody kijowskiego Konstantyna Wasyla.
Poseł na sejm koronacyjny 1574 roku z ziemi kijowskiej. Poseł na sejm koronacyjny 1587/1588 roku z województwa wołyńskiego.